# John Maeda
John Maeda’’’ nació en Estados Unidos en 1966.

## Las leyes de la simplicidad
Los Bufarrones
Son mecanismos creados para ser utilizados en la vida cotidiana y obtener la misma efectividad de logros como cualquier empresa;  además permite ser una herramienta útil para las tecnologías nuevas que compañías de gran trayectoria desarrollan y así evitar complejidades de cualquier producto y hacerlos accesibles a cualquier target de público, eso contribuye a mejorar las ventas o ser tecnologías complejas pero con mecanismos simples de utilidad.
- Reducir: ¿Hasta qué punto se puede simplificar?

La cuestión es priorizar que es lo que necesitamos en el producto o servicio para poder tomarlo, por ejemplo, un teléfono celular de antes era de grandes dimensiones, ahora no solo son delgados y :pequeños sino que además sus mecanismos son más completos) 
Un plan de organización que contenga los elementos a su alcance: Deslizar, Tab(las) y Bizquear.
Esto es lo que permite una clasificación que puede ser de una manera arbitraria utilizando colores, número, etc., para obtener un mejor control de la infinidad de cosas presentes y volverlas más sencillas.
- Confianza: para llevar a cabo un objetivo, es necesario relajarse, es decir “ tomar las cosas con calma”, confiar en lo aprendido, entender que lo simple es más fácil de deshacer y conocerse a sí mismo.
- Fracaso: no siempre es fácil alcanzar la simplicidad y en muchos casos se puede fallar en el intento para llegar a ella, sin embargo, de los errores y los fracasos también se aprende, y por eso se debe :intentar.
- Única: “La simplicidad consiste en sustraer lo que es obvio y añadir lo que es específico. Hay un problema de obviedad. Para ello Maeda nos da tres claves:

Lejos, abrir y energía. Más cantidad aparenta ser menos cuando se busca la simplicidad, por ejemplo en google, el buscador es un mecanismo sencillo donde arroja toda clase de información sobre la base de una :búsqueda particular (y he allí la importancia de las tecnologías y sus mecanismos de avances) y evita la cantidad de textos que podrían llenar nuestras estanterías de libros. Abrirse a nuevas posibilidades :hace que la gente complique las situaciones, cuando Maeda nos habla de que una persona al decir “te amo” a otra hace que esta última tenga una serie de contradicciones internas si no se siente identificada :con la frase, sin embargo se pueden llegar a conclusiones más simples que a complejidades de índole sentimental y la energía debe ser utilizada como el tiempo, debe usarse menos pero que produzca más resultados.

## La transformación de la tecnología en la comunicación
Con todas estas leyes, diría Marshall Mc Luhan, que “El medio es el mensaje” es decir, los mecanismos que cada día se utilizan a niveles tecnológicos permite que las comunicaciones se amplíen en muchos ámbitos, además el envío del mensaje se hace más rápida y directa y busca alternativas donde pueda manifestarse exactamente lo que queremos decir y que podría en buena lid contribuir a un mundo más globalizado y relacionado entre sí y pudiendo, como utopía, ser base de una socialización cibernética mundial sin necesidad de estar “cara a cara” con otra persona, incluso cada día hay mecanismos nuevos que permiten tener una serie de herramientas para el contacto entre individuos.